# Jöns Mårtensson
Jöns Mårtensson, född 8 juni 1855 i Gårdlösa, Smedstorps socken, Kristianstads län, död 3 oktober 1912 i Lund, var en svensk konsthantverkare, träsnidare och målare. 
Han var son till hemmansägaren Mårten Jönsson och Hanna Jönsdotter. Mårtensson var verksam i Lund och framstod som en skicklig möbelkonstnär med en stundom överrik växtornamentik. Mårtensson utbildade sig även till målare och utförde skånska landskaps- samt stadsbilder. Begåvad med en rik fantasi, fick han för denna ett särskilt tryck i akvarellen; bland annat utförde han två praktfulla illustrationsverk, Människones son och Salomos höga visa, vilka nu tillhör Lunds domkyrka.
Han var från 1883 gift med Sophia Nilsson (1855–1950). Deras son var museimannen och konsthistorikern Torsten Mårtensson (1889–1968). De är begravda på Norra kyrkogården i Lund.